# Jean-Christian Michel
Pour les articles homonymes, voir Michel.
Jean-Christian Michel est un compositeur et clarinettiste français, né en 1938, grand précurseur du rapprochement du jazz et de la musique classique.

## Biographie

### Les débuts
Il découvre le jazz à Alger en écoutant Louis Armstrong, Johnny Dodds, Sidney Bechet, Claude Luter, et forme son premier trio   en 1956. Alors étudiant en deuxième année de médecine, il fonde le Jazz Club Universitaire et joue en 1961 au sein de l'association des étudiants d'Algérie (AGEA), puis sur le paquebot Ville d'Oran lors des navettes d'été vers la métropole.
Entre 1960 et 1962, Jean-Christian Michel enregistre trois albums EP de jazz Nouvelle-Orléans sous le label ICAL avec notamment Alain Foradelles (cornet), Roger Soirat (trombone), Jacques Vernier ou Mylène Bartholomot (piano), Claude Joe (basse), François Laffargue ou Bernard Artault (batterie).
Entre ces années et 1969, il joue régulièrement ou occasionnellement avec de grands noms du jazz comme Mezz Mezzrow, Duke Ellington, Kansas Fields, Stéphane Grappelli, Peanuts Holland, Claude Luter, Maxim Saury, Michel Attenoux, Armand Gordon, Chris Barber, Jimmy Smith...

### Les années 1960 à 1970
De retour en France, il travaille pour payer ses études de médecine qu'il termine à Marseille. Repéré par Léo Missir, directeur artistique chez Barclay, il multiplie entre 1968 et 1972 les enregistrements et les concerts en ayant inauguré un style musical unique au monde aux sonorités nouvelles entre jazz et musique sacrée. Il s'entoure alors de musiciens américains, comme Kenny Clarke avec qui il joue durant 10 ans, ou français, comme l'organiste Monique Thus avec laquelle il fonde l'ensemble Quatuor avec orgue, Daniel Humair, Willy Lockwood, Guy Pedersen ou Henri Texier.
Le succès de sa musique est immédiat, il occupe en 1969 les trois premières places du classement des ventes de disques en France. Il obtient tout au long de sa carrière une dizaine de disques d'or et de platine.
Jean-Christian Michel a enregistré ou édité sous de nombreux labels tels que : Riviera, Barclay, General Records, Carrère, MFP, CBS, Sony Music, EMI, Arcade, 100%, Metronome Records GmbH, Major Minor Records.

## Style
À la croisée de genres musicaux, la musique de Jean-Christian Michel conjugue jazz et musique sacrée en s'inspirant de l'œuvre de Jean-Sébastien Bach et du phrasé du jazz noir originel. Avant de créer sa propre expression, Jean-Christian Michel avait écrit dans sa jeunesse de nombreux arrangements de Jean-Sébastien Bach et de quelques autres grands compositeurs classiques.
Jean-Christian Michel travaille depuis sur les rythmes et le mariage des timbres et tout particulièrement sur l'alliage sonore orgue et clarinette. Pour lui le son est le matériau immatériel fondamental de la musique. Musicien inclassable, son style immédiatement  reconnaissable propose une musique de l'âme, émouvante et empreinte de mysticisme.
Jean-Christian Michel se produit le plus souvent dans des églises, et reste depuis ses débuts un artiste très éloigné des scènes de jazz et de la musique classique, sa popularité pouvant être comparée à celle d'autres musiciens de cross-over comme Jacques Loussier ou le pianiste américain John Lewis, fondateur du Modern Jazz Quartet.
À partir des années 1980, sa musique s'enrichit de sonorités novatrices, de rythmiques plus élaborées, et de l'apport de toute une nouvelle technologie de musique numérique assistée par ordinateur. La fusion de timbres acoustiques classiques et de sons contemporains qu'on ne peut créer qu'avec des synthétiseurs définit son style actuel. On y retrouve sensibilité, émotion, puissance et lyrisme. Il propose dès 1983 des concerts "Son et lumière" avec Lasers et hologrammes. Jean-Christian Michel a composé une centaine de musiques au cours de sa carrière.

## Distinctions
Membre de la SACEM en tant que compositeur depuis 1967, il a accédé au titre de sociétaire définitif en 1974 et a reçu la médaille de ses 50 ans de présence en 2016.
Jean-Christian Michel donne des concerts pour des œuvres caritatives et le pape Saint Paul VI lui adresse en 1974 deux lettres de félicitations, dont l'une accompagnée de sa médaille d'argent.
En 1986, Jean-Christian Michel reçoit le prix « Médecine et Culture » (6 prix Nobel dans le jury) de l'Institut des sciences et de la santé.
En 2009 il est le parrain de la campagne Neurodon, au sein de la Fédération pour la recherche sur le cerveau (FRC).
Titulaire d'une thèse en médecine, il est depuis 2010 le parrain de l'association groupes de recherche et d'études sur le stress et la santé à Metz.

## Autres activités
Amateur d'alpinisme, il participe avec succès en 1974 à la première ascension du Tawesche au Népal, en tant que médecin dans l'équipe de l'alpiniste Yannick Seigneur.
Jean-Christian Michel est titulaire du brevet de pilote privé avion

## Discographie
- 1966 : Requiem, quatuor avec orgue, Riviera[12]
- 1968 : Aranjuez, Riviera
- 1968 : Musique Sacrée, quatuor avec orgue (avec Kenny Clarke), Riviera
- 1970 : Crucifixus, Riviera
- 1972 : JQM (avec Kenny Clarke), Metronome Records
- 1972 : Les chemins de Repentance (avec Kenny Clarke)
- 1973 : Le Cœur des Étoiles (avec Daniel Humair), Metronome
- 1974 : Vision d’Ézéchiel (avec Daniel Humair), General Records
- 1975 : Ouverture Spatiale (avec Kenny Clarke), General Records
- 1977 : Ève des Origines (avec Kenny Clarke), General Records
- 1978 : Port-Maria (avec Kenny Clarke), General Records
- 1980 : Lumière, General Records (réédition en 1981 sous le titre Musique de Lumière, CBS)
- 1981 : Disque d'Or, General Records
- 1983 : En concert, Auvidis
- 1987 : Vif-Obscur, EMI
- 1991 : Les Années-Lumière, General Records
- 1994 : Cathédrales de Lumière, Arcade
- 2002 : Jean-Christian Michel Plays Jazz, General Records
- 2004 : Aranjuez (avec Nicolas de Angelis), General Records
- 2005 : Portail de l'Espace, General Records
- 2006 : J.S. Bach Transcriptions, General Records
- 2007 : Live Concert, General Records
- 2008 : Requiem - Nouveaux arrangements, General Records

## DVD
- 2010 : Imaginaire

## Partitions
- Song-Book : œuvres de Jean-Christian Michel, 40 pages (General Records)